# AAA 전지

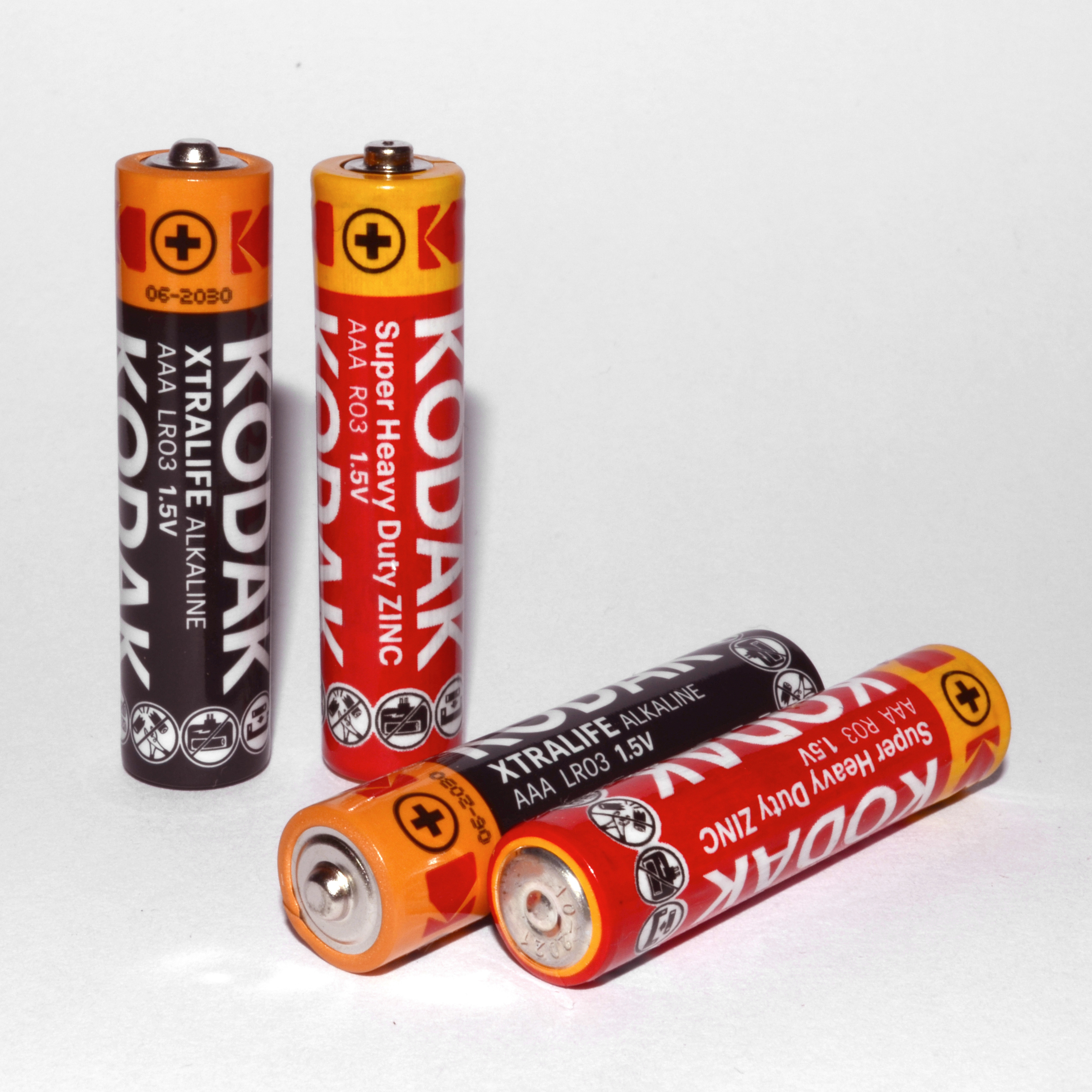
AAA 전지의 모습.

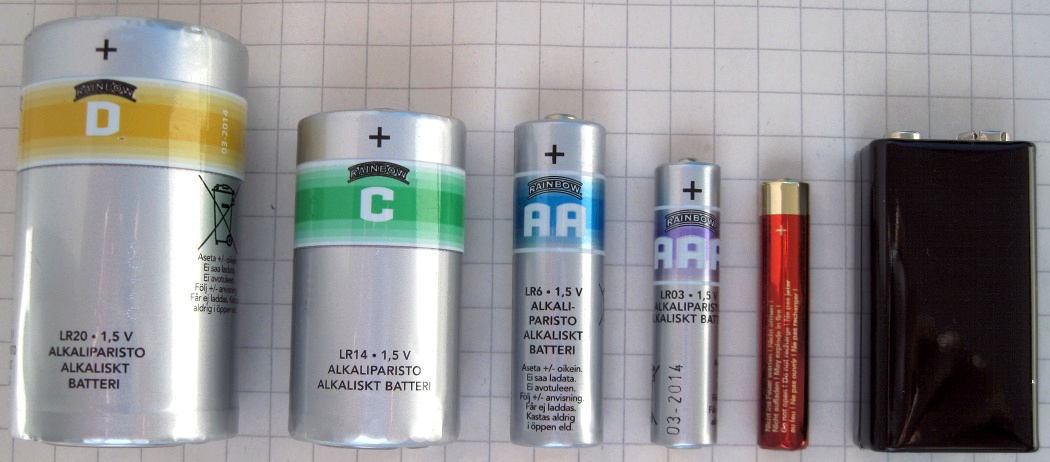
D, C, AA, AAA, AAAA, 9V 전지들의 모습.

AAA 전지(영어: AAA Battery) 또는 트리플 A 전지(영어: Triple-A Battery)는 휴대용 전자기기에 많이 쓰이는 고체 전지이다. 1947년 ANSI가 AAA 전지 형태를 표준화하였다.

## 크기
ANSI에서 사용된 용어로써, AAA는 직경x높이, 10.5(10+-0.5)mm x 44.5(44+-0.5)mm가 된다. 보통 전문가들은 AAA를 10440, AA를 14500라고 부르기도 한다.. 물론 IEC에서 표준화 시킨 용어는 따로 있다. AA, AAA의 특별한 뜻은 없으며, ANSI에서 배터리의 표준을 결정하기 위해 사용했던 용어이다. 그리고, AA는 AAA보다 크고, A는 AA보다 크다. 실제 건전지를 분류하는 기준은 따로 있다. D, C, AA, AAA로 나누는데, 크기의 등급을 나타내는 것으로 큰 의미가 있다고 보긴 어렵다. AAA, AA, C, D 사이즈는 미국의 건전지 구분 단위이다. 크게보면 건전지의 크기 구분은 국제표준, 미국식, 그리고 일본식 기준이다. 대한민국은 국제 기준단위를 따른다.
|                | 아연-탄소 | 알카라인      | 리튬      | 니켈-카드뮴 | 니켈-수소     |
| -------------- | --------- | ------------- | --------- | ----------- | ------------- |
| IEC 이름       | R03       | LR03          | FR03      | KR03        | HR03          |
| ANSI/NEDA 이름 | 24D       | 24A           | 24LF      |             |               |
| 대표 용량      | 540 mAh   | 860–1,200 mAh | 1,200 mAh | 300–500 mAh | 150–1,250 mAh |
| 공칭 전압      | 1.50 V    | 1.50 V        | 1.50 V    | 1.25 V      | 1.25 V        |
| 재충전 가능    | 불가      | 일부만 가능   | 불가      | 가능        | 가능          |

## 전압 및 용량
공식적인 AAA 전지의 전압은 1.5 볼트이다. 니켈-카드뮴 전지 및 니켈-수소 충전 가능한 전지의 전압은 1.2 볼트이다. 특수한 화학물질을 쓴 일부 전지는 부하가 걸린 상태에서 최고 1.6 V의 전압을 내기도 한다. AAA 전지의 전압은 AAA 전지, C 전지, D 전지의 전압값과 같다. 일반적으로 AA 전지는 AAA 전지보다 오래 간다. AA 전지가 AAA 전지보다 크므로, 전력 생성에 필요한 이온과 같은 화학 물질들을 AA 전지가 AAA 전지보다 더 많이 함유하고 있기 때문이다. C, D 전지도 마찬가지로 AA 전지보다 크므로 AA 전지보다 오래 간다. 즉 전지의 크기가 클수록 그 용량도 증가한다고 말할 수 있다.
일반적으로 1차전지 알카라인 AAA 전지는 1.5V, 1000~1500 mAh 의 용량을 갖고, 2차 (충전가) 니켈카드뮴 AAA 전지는 1.2V, 200-300 mAh의 용량을 갖고, 니켈수소 AAA 전지는 1.2V, 150-1000 mAh 정도의 용량, 리튬이온 AAA 전지는 3.7V, 300-1000 mAh 정도의 용량을 갖는다.

## 다른 통용 이름
- U16 (영국에서 1980년대까지 사용한 이름)
- Micro
- Micro light
- MN2400
- MX2400
- Palito (브라질)
- Type 286 (소련/러시아)
- UM 4 (JIS)[4]
- #7 (중국)
- 6135-99-117-3143 (NSN)[5]
- AAA 전지
- R3 (폴란드)